# Cendín Damdin
Cendín Damdin nebo Damdin Cend (31. března 1957 – 22. února 2018) byl mongolský zápasník – judista a sambista, stříbrný olympijský medailista z roku 1980.

## Sportovní kariéra
Pocházel z ajmagu Chentí z chalchské kočovné rodiny. Od dětství se věnoval tradičnímu mongolskému zápasu böch. V mongolské judistické a sambistické reprezentaci se pohyboval od roku 1977 v lehké váze do 71 kg. V roce 1979 získal titul mistra světa v zápasu sambo ve váze do 68 kg. V roce 1980 startoval na olympijských hrách v Moskvě v judo v nižší pololehké váze do 65 kg ve výborné formě. Ve druhém kole vybodoval favorizovaného Francouze Yvese Delvingta a v semifinále Poláka Janusze Pawłowského. Ve finále proti domácímu Nikolaji Soloduchinovi byl po celou hrací dobu rovnocenným soupeřem a prohrál nejmenším možným rozdílem po jedné penalizaci. Získal stříbrnou olympijskou medaili. Sportovní kariéru ukončil v roce 1984 potom co kvůli mongolskému bojkotu nemohl startovat na olympijských hrách v Los Angeles. Věnoval se trenérské práci.
V letech 1985 až 1992 působil jako reprezentační trenér Mongolska. Od roku 1993 působil ve Spojených státech a po návratu na Univerzitě tělesné výchovy a sportu (BDTS). Mezi lety 2000 až 2004 byl tajemníkem Mongolského olympijského výboru. Oba jeho synové se věnovali úpolovému sportu vrcholově. Mladší syn Süldbajar startoval v roce 2004 na olympijských hrách v Athénách v judo. Zemřel v roce 2018.

## Výsledky

### Judo
| Turnaj            | 1980       | 1981       | 1982       | 1983       |
| Turnaj            | 23         | 24         | 25         | 26         |
| Turnaj            | lehká váha | lehká váha | lehká váha | lehká váha |
| ----------------- | ---------- | ---------- | ---------- | ---------- |
| Olympijské hry    | 2.         |            |            |            |
| Mistrovství světa |            | úč.        |            | úč.        |

### Sambo
| Turnaj            | 1979 | 1980 | 1981 | 1982 | 1983 |
| Turnaj            | 22   | 23   | 24   | 25   | 26   |
| Turnaj            | -68  | -68  | -68  | -68  | -74  |
| ----------------- | ---- | ---- | ---- | ---- | ---- |
| Mistrovství světa | 1.   |      | 2.   | 3.   | 2.   |